# 石田大祐
石田 大祐（いしだ だいすけ、6月1日 - ）は、日本の男性声優。大阪府出身。以前はEARLY WINGに所属していた。

## 出演
太字はメインキャラクター。

### ゲーム
2011年
- 魔界戦記ディスガイア4（スナイパー）
- ラグナロク 〜光と闇の皇女〜（主人公、トレーネ）

2012年
- ソウルマスター（シュトレーゼマン）

2013年
- ギンガフォース（ジャック）
- 閃乱カグラ SHINOVI VERSUS -少女達の証明-
- ソードアート・オンライン-インフィニティ・モーメント-(役名表記なし)
- ディスガイア D2
- アルカナ・ファミリア コレツィオーネ!（オノフリオ）
- 剣が君（田一、斬鉄）

2014年
- ソードアート・オンライン-ホロウ・フラグメント-(役名表記なし)

2015年
- 剣が君 for V（田一、斬鉄）

### ドラマCD
- ラビット☆パラダイス（2015年、吉頭友之介[8]）

### ナレーション
- エネシフゲーム（2014年）

### ムービーコミック
- Beeマンガ
  - 主に泣いてます（2012年、青山仁）
  - GTO（2013年、勅使河原優）
- UULAマンガ
  - エリートヤンキー三郎（2014年、大河内三郎）
  - クロサギ（2014年、早瀬）
  - ギャングキング（2015年、キャンディ）